# Улије
Улије је насеље у општини Лепосавић на Косову и Метохији. Припада месној заједници Лепосавић. Село се налази 1,5 kmсеверноисточно од Лепосавића на југозападним падинама Копаоника. Куће су лоциране у мањим групама по благим пристранцима на надморској висини од 540 метра. Село је добило назив по Милутиновом потоку које се улива у реку Ибар. Може бити да је топоним Улије од српске речи улив- уливак жто значи мед у саћу. Вероватно у време када је село добијало име становништво се бавило гајењем пчела. Изнад села на брду Камиља распознају се добро очуване грађевине од ломљеног и тесаног камена. У подножју Граца налази се старо црквиште на чијим темељима је 1935. године сазидана нова црква посвећена Распећу Христа, а народ је зове Велики петак.
У овом месту се налази Црква Свете Петке која је раније била женски манастир.

## Демографија
- попис становништва 1948: 175
- попис становништва 1953: 141
- попис становништва 1961: 136
- попис становништва 1971: 84
- попис становништва 1981: 56
- попис становништва 1991: 35

У насељу 2004. године живи 30 становника. Родови који живе у овом селу су : Радосављевићи, Јевремовићи, Недељковићи, Јаковољевићи, Јевђовићи, Делошевићи.